# División Intermedia 2013
El Campeonato de la División Intermedia de Paraguay 2013 de fútbol, fue la 96.ª edición de un campeonato de Segunda División y la 17.ª edición de la División Intermedia, desde la creación de la división en 1997, es organizado por la Asociación Paraguaya de Fútbol. Resultó campeón el club 3 de Febrero de Ciudad del Este y vicecampeón el 12 de Octubre F.B.C. de Itauguá. El campeonato se inició el 31 de marzo y otorgó el derecho a ascenso directo a la Primera División a los dos mejores. 
Esta edición por segunda ocasión contó con dieciséis clubes. Los clubes que descendieron de esta división al final del torneo fueron tres, Martín Ledesma de Capiatá, 2 de Mayo de Pedro J. Caballero y Fernando de la Mora de Asunción, considerando el puntaje promedio acumulado en los últimos tres años.
Los equipos nuevos en la categoría fueron: Independiente y Tacuary, ambos descendidos de la Primera División; el 12 de Octubre de Itauguá, campeón del 2012 de la Primera División B, el Caacupé FBC, campeón de la Primera División Nacional B (formado a partir de la selección de su liga local), y el club Martín Ledesma de Capiatá, subcampeón de la Primera División B y ganador del repechaje ante el subcampeón de la Primera División Nacional B por el ascenso a la División Intermedia.

## Sistema de competición
En los últimos años fue de tipo liga, es decir todos contra todos a partidos de ida y vuelta. Por lo tanto, contará con dos rondas compuestas por quince jornadas cada una con localía invertida. Se consagró campeón el club que sumò la mayor cantidad de puntos al cabo de las 30 fechas. En caso de producirse igualdad en puntaje entre dos contendientes (por el campeonato, el ascenso o el descenso), para definir posiciones se debe recurrir a dos partidos extras. Si son más de dos, se resuelve según los siguientes parámetros:
1) saldo de goles;
2) mayor cantidad de goles marcados;
3) mayor cantidad de goles marcados en condición de visitante;
4) sorteo.

## Ascensos y descensos
| Pos | Ascendidos a Primera División |
| --- | ----------------------------- |
| 1.º | General Díaz                  |
| 2.º | Deportivo Capiatá             |

| Pos  | Descendidos a Primera B |
| ---- | ----------------------- |
| 14.º | Atlético Colegiales     |
| 15.º | Sportivo Iteño          |
| 16.º | 29 de Septiembre        |

| Pos  | Descendidos de la Primera División |
| ---- | ---------------------------------- |
| 11.º | Tacuary                            |
| 12.º | Independiente                      |

| Pos | Ascendido de la Primera B Nacional |
| --- | ---------------------------------- |
| 1.º | Caacupé FBC                        |

| Pos | Ascendidos de la Primera B             |
| --- | -------------------------------------- |
| 1.º | 12 de Octubre (I)                      |
| 2°  | Martín Ledesma (ganador del repechaje) |

## Producto de la clasificación
- El torneo se consagró al campeón número 17 en la historia de la División Intermedia.

- El campeón y subcampeón del torneo, obtuvieron directamente su ascenso a la Primera División de Paraguay.

- Los tres equipos que finalizaron últimos en la tabla de promedios, deben descender a la Primera División B Metropolitana en caso de provenir de Asunción o del Departamento Central, o a la Primera División B Nacional en caso de ser del interior.

### Distribución geográfica de los equipos
| Región                      | N.º | Equipos |
| --------------------------- | --- | --- |
| Distrito Capital            | 7   | Fernando de la Mora, General Caballero, Resistencia, River Plate, Tacuary, Independiente y Sportivo Trinidense |
| Departamento Central        | 4   | 12 de Octubre, Martín Ledesma, San Lorenzo y Sport Colombia                                                    |
| Departamento de Alto Paraná | 2   | 3 de Febrero y Paranaense                                                                                      |
| Departamento de Amambay     | 1   | 2 de Mayo |
| Departamento de Cordillera  | 1   | Caacupé FBC |
| Departamento de San Pedro   | 1   | Deportivo Santaní                                                                                              |

## Equipos participantes
| Club                | Fundación                | Ciudad               | Entrenador             | Estadio                        | Capacidad |
| ------------------- | ------------------------ | -------------------- | ---------------------- | ------------------------------ | --------- |
| Fernando de la Mora | 25 de diciembre de 1925  | Asunción             | Jorge Amado Nunes      | Emiliano Ghezzi                | 8000      |
| Gral. Caballero     | 6 de septiembre de 1918  | Asunción             | Juan M. Battaglia      | Hugo Bogado Vaceque            | 5000      |
| Independiente       | 20 de septiembre de 1925 | Asunción             | Celso Ayala            | Ricardo Gregor                 | 1500      |
| Resistencia         | 27 de diciembre de 1917  | Asunción             | Adonis Troche          | Tomás Began Correa             | 3500      |
| River Plate         | 15 de enero de 1911      | Asunción             | Hugo González          | Estadio River Plate            | 5000      |
| Tacuary             | 10 de diciembre de 1923  | Asunción             | Juan Gonzalo Ronda     | Roberto Béttega                | 7000      |
| Trinidense          | 11 de agosto de 1935     | Asunción             | Gabino Román           | Martín Torres                  | 3000      |
| Sport Colombia      | 1 de noviembre de 1924   | Fernando de la Mora  | Víctor Paniagua        | Alfonso Colmán                 | 7000      |
| San Lorenzo         | 17 de abril de 1930      | San Lorenzo          | Aldo Bobadilla         | Ciudad Universitaria           | 5000      |
| Martín Ledesma      | 22 de septiembre de 1914 | Capiatá              | Esteban Solar Bataglia | Enrique Soler                  | 5000      |
| 12 de Octubre (I)   | 14 de agosto de 1914     | Itauguá              | René Vázquez           | Juan Canuto Pettengill         | 8000      |
| Caacupé FBC         | 3 de diciembre de 2012   | Caacupé              | Francisco Rivera       | San Francisco de Asís de Atyrá | 1500      |
| Dep. Santaní        | 27 de febrero de 2009    | San Estanislao       | Robert Gauto           | Juan José Vázquez              | 8000      |
| Paranaense FC       | 6 de febrero de 2012     | Ciudad del Este      | Esteban Molinas        | R.I. 3 Corrales                | 3000      |
| 3 de Febrero        | 20 de noviembre de 1970  | Ciudad del Este      | Eduardo Rivera         | Antonio Oddone Sarubbi         | 28 000    |
| 2 de Mayo           | 6 de diciembre de 1935   | Pedro Juan Caballero | Edgar Denis            | Río Parapití                   | 25 000    |

## Cobertura televisiva
La empresa productora de contenido audiovisual, Teledeportes Paraguay (perteneciente a la compañía de telefonía móvil, Tigo, a partir de 2012) es la encargada de la transmisión de los partidos del campeonato paraguayo de fútbol desde 1999 Emitió en vivo dos juegos por jornada de la División Intermedia a través del canal por cable Unicanal de Cablevisión.

## Clasificación
- Actualizado el 26 de octubre de 2013.

| Pos | Equipo              | Pts | PJ | G  | E  | P  | GF | GC | DIF |
| --- | ------------------- | --- | -- | -- | -- | -- | -- | -- | --- |
| 1º  | 3 de Febrero        | 52  | 30 | 12 | 16 | 2  | 43 | 29 | 14  |
| 2º  | 12 de Octubre       | 51  | 30 | 14 | 9  | 7  | 45 | 28 | 17  |
| 3º  | Sportivo Trinidense | 49  | 30 | 14 | 7  | 9  | 30 | 21 | 9   |
| 4º  | Tacuary             | 48  | 30 | 13 | 9  | 8  | 37 | 23 | 14  |
| 5º  | Sport Colombia      | 47  | 30 | 12 | 11 | 7  | 36 | 28 | 8   |
| 6º  | Independiente       | 47  | 30 | 12 | 11 | 7  | 34 | 32 | 2   |
| 7º  | Paranaense          | 40  | 30 | 10 | 10 | 10 | 34 | 38 | -4  |
| 8°  | General Caballero   | 39  | 30 | 10 | 9  | 11 | 30 | 32 | -2  |
| 9º  | Caacupé FBC         | 38  | 30 | 9  | 11 | 10 | 29 | 32 | -3  |
| 10º | Fernando de la Mora | 36  | 30 | 9  | 9  | 12 | 31 | 33 | -2  |
| 12º | Resistencia         | 35  | 30 | 8  | 11 | 11 | 37 | 37 | 0   |
| 11º | Deportivo Santaní   | 34  | 30 | 8  | 10 | 12 | 39 | 40 | -1  |
| 13º | River Plate         | 33  | 30 | 6  | 15 | 9  | 31 | 40 | -9  |
| 14º | San Lorenzo         | 30  | 30 | 6  | 12 | 12 | 29 | 35 | -6  |
| 15º | Martín Ledesma      | 30  | 30 | 7  | 9  | 14 | 31 | 53 | -22 |
| 16º | 2 de Mayo           | 26  | 30 | 5  | 11 | 14 | 24 | 39 | -15 |

 Pos=Posición; Pts=Puntos; PJ=Partidos jugados; G=Partidos ganados; E=Partidos empatados; P=Partidos perdidos;
 GF=Goles a favor; GC=Goles en contra; DIF=Diferencia de gol
|  | Ascendieron a Primera División |
|  | Descendidos                    |

## Resultados
El horario de los partidos corresponde al empleado en Paraguay: estándar (UTC-4) y horario de verano (UTC-3).
| Independiente FBC    | 0-2 | Trinidense          | Ricardo Gregor       | 31 de marzo | 10:00 |  |
| General Caballero ZC | 1-3 | Deportivo Santaní   | Hugo Bogado Vaceque  | 31 de marzo | 16:00 |  |
| Resistencia          | 0-1 | Caacupé FBC         | Tomás Began Correa   | 31 de marzo | 16:00 |  |
| San Lorenzo          | 1-1 | 3 de Febrero CDE    | Ciudad Universitaria | 31 de marzo | 16:00 |  |
| Sport Colombia       | 1-0 | Fernando de la Mora | Alfonso Colmán       | 31 de marzo | 16:00 |  |
| 2 de Mayo            | 2-4 | 12 de Octubre (I)   | Río Parapití         | 31 de marzo | 16:00 |  |
| Martín Ledesma       | 3-1 | Paranaense FC       | Enrique Soler        | 31 de marzo | 16:00 |  |
| River Plate          | 0-0 | Tacuary             | River Plate          | 31 de marzo | 16:00 |  |

| 3 de Febrero CDE    | 2-1 | Resistencia          | Antonio Oddone Sarubbi | 5 de abril | 19:00 |  |
| 12 de Octubre (I)   | 0-0 | Sport Colombia       | Juan Canuto Pettengill | 6 de abril | 15:30 |  |
| Paranaense FC       | 1-2 | General Caballero ZC | R.I. 3 Corrales        | 6 de abril | 15:30 |  |
| Fernando de la Mora | 2-1 | San Lorenzo          | Emiliano Ghezzi        | 6 de abril | 15:30 |  |
| Trinidense          | 1-0 | 2 de Mayo            | Martín Torres          | 7 de abril | 10:00 |  |
| Independiente FBC   | 1-0 | River Plate          | Ricardo Gregor         | 7 de abril | 15:30 |  |
| Caacupé FBC         | 1-0 | Martín Ledesma       | San Francisco de Asís  | 7 de abril | 15:30 |  |
| Deportivo Santaní   | 0-2 | Tacuary              | Juan José Vázquez      | 7 de abril | 15:30 |  |

| Resistencia          | 0-3 | Fernando de la Mora | Tomás Began Correa   | 13 de abril | 15:30 |  |
| Sport Colombia       | 0-2 | Trinidense          | Alfonso Colmán       | 13 de abril | 15:30 |  |
| River Plate          | 3-2 | Deportivo Santaní   | River Plate          | 14 de abril | 15:30 |  |
| General Caballero ZC | 2-0 | Caacupé FBC         | Hugo Bogado Vaceque  | 14 de abril | 15:30 |  |
| San Lorenzo          | 0-0 | 12 de Octubre (I)   | Ciudad Universitaria | 14 de abril | 15:30 |  |
| 2 de Mayo            | 0-1 | Independiente FBC   | Río Parapití         | 14 de abril | 15:30 |  |
| Martín Ledesma       | 2-2 | 3 de Febrero CDE    | Enrique Soler        | 14 de abril | 15:30 |  |
| Tacuary              | 1-1 | Paranaense FC       | Roberto Bettega      | 14 de abril | 17:00 |  |

| Paranaense FC       | 0-5 | Deportivo Santaní    | R.I. 3 Corrales        | 19 de abril | 15:30 |  |
| Caacupé FBC         | 0-0 | Tacuary              | San Francisco de Asís  | 19 de abril | 15:30 |  |
| Fernando de la Mora | 4-1 | Martín Ledesma       | Emiliano Ghezzi        | 19 de abril | 15:30 |  |
| Independiente FBC   | 1-1 | Sport Colombia       | Ricardo Gregor         | 19 de abril | 15:30 |  |
| Trinidense          | 0-0 | San Lorenzo          | Martín Torres          | 19 de abril | 15:30 |  |
| 12 de Octubre (I)   | 2-1 | Resistencia          | Juan Canuto Pettengill | 19 de abril | 17:30 |  |
| 3 de Febrero CDE    | 0-0 | General Caballero ZC | Antonio Oddone Sarubbi | 19 de abril | 18:00 |  |
| 2 de Mayo           | 0-0 | River Plate          | Río Parapití           | 19 de abril | 20:00 |  |

| Tacuary              | 0-0 | 3 de Febrero CDE    | Roberto Bettega      | 27 de abril | 15:30 |  |
| General Caballero ZC | 0-0 | Fernando de la Mora | Hugo Bogado Vaceque  | 27 de abril | 15:30 |  |
| Martín Ledesma       | 1-1 | 12 de Octubre (I)   | Enrique Soler        | 27 de abril | 15:30 |  |
| Resistencia          | 0-1 | Trinidense          | Tomás Began Correa   | 27 de abril | 15:30 |  |
| River Plate          | 0-0 | Paranaense FC       | River Plate          | 28 de abril | 15:30 |  |
| Deportivo Santaní    | 1-2 | Caacupé FBC         | Juan José Vázquez    | 28 de abril | 15:30 |  |
| San Lorenzo          | 2-0 | Independiente FBC   | Ciudad Universitaria | 28 de abril | 15:30 |  |
| Sport Colombia       | 0-2 | 2 de Mayo           | Alfonso Colmán       | 28 de abril | 15:30 |  |

| 12 de Octubre (I)   | 0-1 | General Caballero ZC | Juan Canuto Pettengill | 4 de mayo | 15:15 |  |
| 3 de Febrero CDE    | 3-1 | Deportivo Santaní    | Antonio Oddone Sarubbi | 4 de mayo | 15:15 |  |
| Trinidense          | 4-1 | Martín Ledesma       | Martín Torres          | 4 de mayo | 09:30 |  |
| Fernando de la Mora | 0-0 | Tacuary              | Emiliano Ghezzi        | 4 de mayo | 10:00 |  |
| Sport Colombia      | 0-0 | River Plate          | Alfonso Colmán         | 4 de mayo | 15:15 |  |
| Independiente FBC   | 2-2 | Resistencia          | Ricardo Gregor         | 4 de mayo | 15:15 |  |
| 2 de Mayo           | 2-1 | San Lorenzo          | Río Parapití           | 4 de mayo | 15:15 |  |
| Caacupé FBC         | 1-0 | Paranaense FC        | San Francisco de Asís  | 4 de mayo | 15:15 |  |

| Resistencia          | 2-1 | 2 de Mayo           | Tomás Began Correa   | 11 de mayo  | 15:15 |  |
| River Plate          | 1-1 | Caacupé FBC         | River Plate          | 12 de abril | 15:15 |  |
| Paranaense FC        | 1-2 | 3 de Febrero CDE    | R.I. 3 Corrales      | 12 de abril | 15:15 |  |
| Deportivo Santaní    | 2-1 | Fernando de la Mora | Juan José Vázquez    | 12 de abril | 15:15 |  |
| Tacuary              | 2-3 | 12 de Octubre (I)   | Roberto Bettega      | 12 de abril | 15:15 |  |
| General Caballero ZC | 1-0 | Trinidense          | Hugo Bogado Vaceque  | 12 de abril | 15:15 |  |
| Martín Ledesma       | 1-4 | Independiente FBC   | Enrique Soler        | 12 de abril | 15:15 |  |
| San Lorenzo          | 0-0 | Sport Colombia      | Ciudad Universitaria | 12 de abril | 15:15 |  |

| Fernando de la Mora | 2-0 | Paranaense FC        | Emiliano Ghezzi        | 18 de mayo | 15:00 |  |
| 3 de Febrero CDE    | 3-1 | Caacupé FBC          | Antonio Oddone Sarubbi | 18 de mayo | 16:00 |  |
| Trinidense          | 1-2 | Tacuary              | Martín Torres          | 19 de mayo | 10:00 |  |
| Sport Colombia      | 1-1 | Resistencia          | Alfonso Colmán         | 19 de mayo | 15:00 |  |
| 2 de Mayo           | 1-1 | Martín Ledesma       | Río Parapití           | 19 de mayo | 15:00 |  |
| Independiente FBC   | 2-1 | General Caballero ZC | Ricardo Gregor         | 19 de mayo | 15:00 |  |
| San Lorenzo         | 3-0 | River Plate          | Ciudad Universitaria   | 19 de mayo | 15:00 |  |
| 12 de Octubre (I)   | 1-0 | Deportivo Santaní    | Juan Canuto Pettengill | 19 de mayo | 15:00 |  |

| Paranaense FC        | 2-1 | 12 de Octubre (I)   | R.I. 3 Corrales       | 25 de mayo | 15:00 |  |
| Martín Ledesma       | 1-1 | Sport Colombia      | Enrique Soler         | 25 de mayo | 15:00 |  |
| River Plate          | 2-2 | 3 de Febrero CDE    | River Plate           | 26 de mayo | 10:00 |  |
| Resistencia          | 0-2 | San Lorenzo         | Tomás Began Correa    | 26 de mayo | 10:00 |  |
| Caacupé FBC          | 1-1 | Fernando de la Mora | San Francisco de Asís | 26 de mayo | 15:00 |  |
| Deportivo Santaní    | 1-0 | Trinidense          | Juan José Vázquez     | 26 de mayo | 15:00 |  |
| General Caballero ZC | 1-0 | 2 de Mayo           | Hugo Bogado Vaceque   | 26 de mayo | 15:00 |  |
| Tacuary              | 0-1 | Independiente FBC   | Roberto Bettega       | 26 de mayo | 15:30 |  |

| 2 de Mayo           | 0-2 | Tacuary              | Río Parapití           | 31 de mayo | 20:00 |  |
| Resistencia         | 3-3 | River Plate          | Tomás Began Correa     | 1 de junio | 15:00 |  |
| Sport Colombia      | 1-0 | General Caballero ZC | Alfonso Colmán         | 1 de junio | 15:00 |  |
| Fernando de la Mora | 1-1 | 3 de Febrero CDE     | Emiliano Ghezzi        | 2 de junio | 10:00 |  |
| San Lorenzo         | 2-1 | Martín Ledesma       | Ciudad Universitaria   | 2 de junio | 10:00 |  |
| Independiente FBC   | 1-1 | Deportivo Santaní    | Ricardo Gregor         | 2 de junio | 10:00 |  |
| Trinidense          | 0-1 | Paranaense FC        | Martín Torres          | 2 de junio | 10:00 |  |
| 12 de Octubre (I)   | 1-1 | Caacupé FBC          | Juan Canuto Pettengill | 2 de junio | 15:00 |  |

| River Plate          | 1-3 | Fernando de la Mora | River Plate            | 8 de junio | 15:00 |  |
| 3 de Febrero CDE     | 2-0 | 12 de Octubre (I)   | Antonio Oddone Sarubbi | 8 de junio | 15:00 |  |
| Caacupé FBC          | 2-0 | Trinidense          | San Francisco de Asís  | 8 de junio | 15:00 |  |
| Tacuary              | 0-3 | Sport Colombia      | Roberto Bettega        | 8 de junio | 15:15 |  |
| Paranaense FC        | 0-1 | Independiente FBC   | R.I. 3 Corrales        | 9 de junio | 15:00 |  |
| Deportivo Santaní    | 2-0 | 2 de Mayo           | Juan José Vázquez      | 9 de junio | 15:00 |  |
| General Caballero ZC | 2-2 | San Lorenzo         | Hugo Bogado Vaceque    | 9 de junio | 15:00 |  |
| Martín Ledesma       | 3-1 | Sport Colombia      | Enrique Soler          | 9 de junio | 15:00 |  |

| 2 de Mayo         | 2-2 | Paranaense FC        | Río Parapití           | 14 de junio | 20:00 |  |
| Trinidense        | 0-1 | 3 de Febrero CDE     | Martín Torres          | 15 de junio | 15:00 |  |
| Martín Ledesma    | 0-1 | River Plate          | Enrique Soler          | 15 de junio | 15:00 |  |
| Resistencia       | 2-0 | General Caballero ZC | Tomás Began Correa     | 15 de junio | 15:00 |  |
| Sport Colombia    | 1-0 | Deportivo Santaní    | Alfonso Colmán         | 15 de junio | 15:00 |  |
| Independiente FBC | 1-0 | Caacupé FBC          | Ricardo Gregor         | 15 de junio | 15:00 |  |
| San Lorenzo       | 0-2 | Tacuary              | Ciudad Universitaria   | 16 de junio | 10:00 |  |
| 12 de Octubre (I) | 2-0 | Fernando de la Mora  | Juan Canuto Pettengill | 16 de junio | 15:00 |  |

| Fernando de la Mora  | 0-1 | Trinidense        | Emiliano Ghezzi        | 22 de junio | 10:00 |  |
| 3 de Febrero CDE     | 0-0 | Independiente FBC | Antonio Oddone Sarubbi | 22 de junio | 15:00 |  |
| Tacuary              | 1-1 | Resistencia       | Roberto Bettega        | 23 de junio | 10:00 |  |
| Caacupé FBC          | 1-1 | 2 de Mayo         | San Francisco de Asís  | 23 de junio | 15:00 |  |
| Paranaense FC        | 3-1 | Sport Colombia    | R.I. 3 Corrales        | 23 de junio | 15:00 |  |
| Deportivo Santaní    | 2-2 | San Lorenzo       | Juan José Vázquez      | 23 de junio | 15:00 |  |
| General Caballero ZC | 3-1 | Martín Ledesma    | Hugo Bogado Vaceque    | 23 de junio | 15:00 |  |

| Resistencia          | 2-2 | Deportivo Santaní   | Tomás Began Correa   | 29 de junio | 15:00 |  |
| Sport Colombia       | 3-2 | Caacupé FBC         | Alfonso Colmán       | 29 de junio | 15:00 |  |
| Independiente FBC    | 2-1 | Fernando de la Mora | Ricardo Gregor       | 29 de junio | 15:00 |  |
| 2 de Mayo            | 1-1 | 3 de Febrero CDDE   | Río Parapití         | 29 de junio | 18:00 |  |
| Martín Ledesma       | 0-2 | Tacuary             | Enrique Soler        | 30 de junio | 10:00 |  |
| Trinidense           | 1-3 | 12 de Octubre (I)   | Martín Torres        | 30 de junio | 10:00 |  |
| General Caballero ZC | 1-1 | River Plate         | Hugo Bogado Vaceque  | 30 de junio | 15:00 |  |
| San Lorenzo          | 0-0 | Paranaense FC       | Ciudad Universitaria | 30 de junio | 15:00 |  |

| River Plate         | 0-1 | Trinidense           | River Plate            | 6 de julio | 15:00 |  |
| 12 de Octubre (I)   | 1-2 | Independiente FBC    | Juan Canuto Pettengill | 6 de julio | 15:00 |  |
| Fernando de la Mora | 1-3 | 2 de Mayo            | Emiliano Ghezzi        | 6 de julio | 15:00 |  |
| Paranaense FC       | 3-2 | Resistencia          | R.I. 3 Corrales        | 6 de julio | 15:00 |  |
| Tacuary             | 2-1 | General Caballero ZC | Roberto Bettega        | 7 de julio | 10:00 |  |
| Caacupé FBC         | 0-2 | San Lorenzo          | San Francisco de Asís  | 7 de julio | 15:00 |  |
| Deportivo Santaní   | 3-0 | Martín Ledesma       | Juan José Vázquez      | 7 de julio | 15:00 |  |
| 3 de Febrero CDE    | 2-2 | Sport Colombia       | Antonio Oddone Sarubbi | 7 de julio | 15:00 |  |

| Trinidense          | 0-0 | Independiente FBC    | Martín Torres          | 20 de julio | 15:00 |  |
| Fernando de la Mora | 0-2 | Sport Colombia       | Emiliano Ghezzi        | 20 de julio | 15:00 |  |
| 3 de Febrero CDE    | 2-2 | San Lorenzo          | Antonio Oddone Sarubbi | 20 de julio | 15:30 |  |
| Tacuary             | 3-1 | River Plate          | Roberto Bettega        | 21 de julio | 10:00 |  |
| Deportivo Santaní   | 2-4 | General Caballero ZC | Juan José Vázquez      | 21 de julio | 15:00 |  |
| Paranaense FC       | 0-0 | Martín Ledesma       | R.I. 3 Corrales        | 21 de julio | 15:00 |  |
| Caacupé FBC         | 1-1 | Resistencia          | San Francisco de Asís  | 21 de julio | 15:00 |  |
| 12 de Octubre (I)   | 2-1 | 2 de Mayo            | Juan Canuto Pettengill | 21 de julio | 15:00 |  |

| River Plate          | 2-1 | Independiente FBC   | River Plate          | 27 de julio | 15:00 |  |
| Sport Colombia       | 0-0 | 12 de Octubre (I)   | Alfonso Colmán       | 27 de julio | 15:00 |  |
| Resistencia          | 2-0 | 3 de Febrero CDE    | Tomás Began Correa   | 27 de julio | 15:00 |  |
| General Caballero ZC | 0-0 | Paranaense FC       | Hugo Bogado Vaceque  | 27 de julio | 15:00 |  |
| Tacuary              | 0-0 | Deportivo Santaní   | Roberto Bettega      | 28 de julio | 10:00 |  |
| 2 de Mayo            | 1-2 | Trinidense          | Río Parapití         | 28 de julio | 15:00 |  |
| San Lorenzo          | 0-1 | Fernando de la Mora | Ciudad Universitaria | 28 de julio | 15:00 |  |
| Martín Ledesma       | 2-1 | Caacupé FBC         | Enrique Soler        | 28 de julio | 15:00 |  |

| Paranaense FC       | 1-0 | Tacuary              | R.I. 3 Corrales        | 3 de agosto | 15:00 |  |
| 12 de Octubre (I)   | 2-0 | San Lorenzo          | Juan Canuto Pettengill | 3 de agosto | 15:00 |  |
| Trinidense          | 2-0 | Sport Colombia       | Martín Torres          | 3 de agosto | 15:00 |  |
| 3 de Febrero CDE    | 0-0 | Martín Ledesma       | Antonio Oddone Sarubbi | 3 de agosto | 18:00 |  |
| Independiente FBC   | 0-1 | 2 de Mayo            | Ricardo Gregor         | 4 de agosto | 10:00 |  |
| Deportivo Santaní   | 1-1 | River Plate          | Juan José Vázquez      | 4 de agosto | 15:00 |  |
| Caacupé FBC         | 1-0 | General Caballero ZC | San Francisco de Asís  | 4 de agosto | 15:00 |  |
| Fernando de la Mora | 2-1 | Resistencia          | Emiliano Ghezzi        | 4 de agosto | 15:00 |  |

| San Lorenzo          | 0-0 | Trinidense          | Ciudad Universitaria | 9 de agosto  | 15:00 |  |
| General Caballero ZC | 0-1 | 3 de Febrero CDE    | Hugo Bogado Vaceque  | 10 de agosto | 15:00 |  |
| River Plate          | 0-0 | 2 de Mayo           | River Plate          | 10 de agosto | 15:00 |  |
| Sport Colombia       | 1-1 | Independiente FBC   | Alfonso Colmán       | 10 de agosto | 15:00 |  |
| Resistencia          | 0-2 | 12 de Octubre (I)   | Tomás Began Correa   | 10 de agosto | 15:00 |  |
| Martín Ledesma       | 2-0 | Fernando de la Mora | Enrique Soler        | 10 de agosto | 15:00 |  |
| Tacuary              | 2-0 | Caacupé FBC         | Roberto Bettega      | 11 de agosto | 10:00 |  |
| Deportivo Santaní    | 0-1 | Paranaense FC       | Juan José Vázquez    | 11 de agosto | 15:00 |  |

| 12 de Octubre (I)   | 5-0 | Martín Ledesma       | Juan Canuto Pettengill | 17 de agosto | 15:00 |  |
| 3 de Febrero CDE    | 1-1 | Tacuary              | Antonio Oddone Sarubbi | 17 de agosto | 15:00 |  |
| Trinidense          | 0-0 | Resistencia          | Martín Torres          | 18 de agosto | 10:00 |  |
| Paranaense FC       | 0-0 | River Plate          | R.I. 3 Corrales        | 18 de agosto | 15:00 |  |
| Caacupé FBC         | 1-0 | Deportivo Santaní    | San Francisco de Asís  | 18 de agosto | 15:00 |  |
| Fernando de la Mora | 1-0 | General Caballero ZC | Emiliano Ghezzi        | 18 de agosto | 15:00 |  |
| Independiente FBC   | 1-1 | San Lorenzo          | Ricardo Gregor         | 18 de agosto | 15:00 |  |
| 2 de Mayo           | 0-2 | Sport Colombia       | Río Parapití           | 18 de agosto | 15:00 |  |

| River Plate          | 0-2 | Sport Colombia      | River Plate          | 23 de agosto | 15:00 |  |
| San Lorenzo          | 2-0 | 2 de Mayo           | Ciudad Universitaria | 23 de agosto | 15:00 |  |
| Resistencia          | 3-0 | Independiente FBC   | Tomás Began Correa   | 23 de agosto | 15:00 |  |
| Martín Ledesma       | 0-0 | Trinidense          | Enrique Soler        | 23 de agosto | 15:00 |  |
| Paranaense FC        | 1-1 | Caacupé FBC         | R.I. 3 Corrales      | 23 de agosto | 15:00 |  |
| General Caballero ZC | 1-3 | 12 de Octubre (I)   | Hugo Bogado Vaceque  | 25 de agosto | 10:00 |  |
| Tacuary              | 1-0 | Fernando de la Mora | Roberto Bettega      | 25 de agosto | 10:00 |  |
| Deportivo Santaní    | 1-1 | 3 de Febrero CDE    | Juan José Vázquez    | 25 de agosto | 10:00 |  |

| 12 de Octubre (I)   | 0-2 | Tacuary              | Juan Canuto Pettengill | 31 de agosto    | 15:00 |  |
| Independiente FBC   | 2-2 | Martín Ledesma       | Ricardo Gregor         | 31 de agosto    | 15:00 |  |
| Sport Colombia      | 2-1 | San Lorenzo          | Alfonso Colmán         | 31 de agosto    | 15:00 |  |
| Trinidense          | 1-1 | General Caballero ZC | Martín Torres          | 31 de agosto    | 15:00 |  |
| 3 de Febrero CDE    | 1-1 | Paranaense FC        | Antonio Oddone Sarubbi | 31 de agosto    | 19:00 |  |
| Caacupé FBC         | 2-2 | River Plate          | San Francisco de Asís  | 1 de septiembre | 15:00 |  |
| Fernando de la Mora | 0-0 | Deportivo Santaní    | Emiliano Ghezzi        | 1 de septiembre | 15:00 |  |
| 2 de Mayo           | 1-1 | Resistencia          | Río Parapití           | 1 de septiembre | 15:00 |  |

| Tacuary              | 0-1 | Trinidense          | Roberto Bettega       | 7 de septiembre | 15:00 |  |
| Resistencia          | 1-2 | Sport Colombia      | Tomás Began Correa    | 7 de septiembre | 15:00 |  |
| Martín Ledesma       | 0-1 | 2 de Mayo           | Enrique Soler         | 7 de septiembre | 15:00 |  |
| Deportivo Santaní    | 0-2 | 12 de Octubre (I)   | Juan José Vázquez     | 7 de septiembre | 15:00 |  |
| Paranaense FC        | 4-2 | Fernando de la Mora | R.I. 3 Corrales       | 7 de septiembre | 15:00 |  |
| River Plate          | 1-1 | San Lorenzo         | River Plate           | 8 de septiembre | 10:00 |  |
| General Caballero ZC | 1-1 | Independiente FBC   | Hugo Bogado Vaceque   | 8 de septiembre | 15:00 |  |
| Caacupé FBC          | 1-3 | 3 de Febrero CDE    | San Francisco de Asís | 8 de septiembre | 15:00 |  |

| Fernando de la Mora | 1-0 | Caacupé FBC          | Emiliano Ghezzi        | 13 de septiembre | 18:30 |  |
| Trinidense          | 3-1 | Deportivo Santaní    | Martín Torres          | 14 de septiembre | 15:00 |  |
| Sport Colombia      | 1-1 | Martín Ledesma       | Alfonso Colmán         | 14 de septiembre | 15:00 |  |
| San Lorenzo         | 0-1 | Resistencia          | Ciudad Universitaria   | 14 de septiembre | 15:00 |  |
| 2 de Mayo           | 0-2 | General Caballero ZC | Río Parapití           | 15 de septiembre | 15:00 |  |
| 12 de Octubre (I)   | 1-2 | Paranaense FC        | Juan Canuto Pettengill | 15 de septiembre | 15:00 |  |
| Independiente FBC   | 1-0 | Tacuary              | Ricardo Gregor         | 15 de septiembre | 15:00 |  |
| 3 de Febrero CDE    | 2-1 | River Plate          | Antonio Oddone Sarubbi | 15 de septiembre | 16:00 |  |

| River Plate          | 1-2 | Resistencia         | River Plate            | 21 de septiembre | 15:15 |  |
| Martín Ledesma       | 3-0 | San Lorenzo         | Enrique Soler          | 21 de septiembre | 15:15 |  |
| General Caballero ZC | 0-3 | Sport Colombia      | Hugo Bogado Vaceque    | 21 de septiembre | 15:15 |  |
| Paranaense FC        | 1-3 | Trinidense          | R.I. 3 Corrales        | 21 de septiembre | 15:15 |  |
| Tacuary              | 2-0 | 2 de Mayo           | Roberto Bettega        | 22 de septiembre | 10:00 |  |
| Deportivo Santaní    | 1-1 | Independiente FBC   | Juan José Vázquez      | 22 de septiembre | 15:15 |  |
| Caacupé FBC          | 1-1 | 12 de Octubre (I)   | San Francisco de Asís  | 22 de septiembre | 15:15 |  |
| 3 de Febrero CDE     | 2-2 | Fernando de la Mora | Antonio Oddone Sarubbi | 22 de septiembre | 16:00 |  |

| San Lorenzo         | 0-0 | General Caballero ZC | Ciudad Universitaria   | 27 de septiembre | 15:15 |  |
| 12 de Octubre (I)   | 0-1 | 3 de Febrero CDE     | Juan Canuto Pettengill | 28 de septiembre | 15:00 |  |
| Fernando de la Mora | 1-1 | River Plate          | Emiliano Ghezzi        | 28 de septiembre | 15:00 |  |
| Independiente FBC   | 2-1 | Paranaense FC        | Ricardo Gregor         | 28 de septiembre | 15:00 |  |
| Sport Colombia      | 1-1 | Tacuary              | Alfonso Colmán         | 28 de septiembre | 15:00 |  |
| Resistencia         | 2-0 | Martín Ledesma       | Tomás Began Correa     | 28 de septiembre | 15:00 |  |
| Trinidense          | 1-0 | Caacupé FBC          | Martín Torres          | 29 de septiembre | 15:15 |  |
| 2 de Mayo           | 1-1 | Deportivo Santaní    | Río Parapití           | 29 de septiembre | 15:15 |  |

| Paranaense FC        | 2-0 | 2 de Mayo           | R.I. 3 Corrales        | 4 de octubre | 15:15 |  |
| Fernando de la Mora  | 0-0 | 12 de Octubre (I)   | Emiliano Ghezzi        | 4 de octubre | 18:00 |  |
| River Plate          | 2-1 | Martín Ledesma      | River Plate            | 5 de octubre | 15:15 |  |
| General Caballero ZC | 1-1 | Resistencia         | Hugo Bogado Vaceque    | 5 de octubre | 15:15 |  |
| Caacupé FBC          | 0-0 | Independiente FBC   | San Francisco de Asís  | 5 de octubre | 15:15 |  |
| Tacuary              | 2-0 | San Lorenzo         | Roberto Bettega        | 6 de octubre | 10:00 |  |
| 3 de Febrero CDE     | 3-1 | Fernando de la Mora | Antonio Oddone Sarubbi | 6 de octubre | 16:00 |  |
| Deportivo Santaní    | 2-1 | Sport Colombia      | Juan José Vázquez      | 6 de octubre | 16:15 |  |

| Independiente FBC | 3-2 | 3 de Febrero CDE     | Ricardo Gregor         | 12 de octubre | 16:15 |  |
| 12 de Octubre (I) | 3-1 | River Plate          | Juan Canuto Pettengill | 12 de octubre | 16:15 |  |
| Trinidense        | 1-0 | Fernando de la Mora  | Martín Torres          | 12 de octubre | 16:15 |  |
| 2 de Mayo         | 1-1 | Caacupé FBC          | Río Parapití           | 12 de octubre | 16:15 |  |
| Sport Colombia    | 3-1 | Paranaense FC        | Alfonso Colmán         | 12 de octubre | 16:15 |  |
| San Lorenzo       | 2-3 | Deportivo Santaní    | Ciudad Universitaria   | 12 de octubre | 16:15 |  |
| Martín Ledesma    | 1-0 | General Caballero ZC | Enrique Soler          | 12 de octubre | 16:15 |  |
| Resistencia       | 4-0 | Tacuary              | Tomás Began Correa     | 12 de octubre | 16:15 |  |

| River Plate         | 1-2 | General Caballero ZC | River Plate            | 20 de octubre | 16:15 |  |
| Tacuary             | 6-0 | Martín Ledesma       | Roberto Bettega        | 20 de octubre | 16:15 |  |
| Deportivo Santaní   | 0-0 | Resistencia          | Juan José Vázquez      | 20 de octubre | 16:15 |  |
| Paranaense FC       | 3-2 | San Lorenzo          | R.I. 3 Corrales        | 20 de octubre | 16:15 |  |
| Caacupé FBC         | 3-1 | Sport Colombia       | San Francisco de Asís  | 20 de octubre | 16:15 |  |
| 3 de Febrero CDE    | 1-1 | 2 de Mayo            | Antonio Oddone Sarubbi | 20 de octubre | 16:15 |  |
| Fernando de la Mora | 1-2 | Independiente FBC    | Emiliano Ghezzi        | 20 de octubre | 16:15 |  |
| 12 de Octubre (I)   | 0-0 | Trinidense           | Juan Canuto Pettengill | 20 de octubre | 16:15 |  |

| Martín Ledesma       | 3-2 | Deportivo Santaní   | Enrique Soler        | 25 de octubre | 16:15 |  |
| Trinidense           | 1-2 | River Plate         | Martín Torres        | 26 de octubre | 16:15 |  |
| Independiente FBC    | 1-3 | 12 de Octubre (I)   | Ricardo Gregor       | 26 de octubre | 16:15 |  |
| 2 de Mayo            | 1-1 | Fernando de la Mora | Río Parapití         | 26 de octubre | 16:15 |  |
| Sport Colombia       | 0-1 | 3 de Febrero CDE    | Alfonso Colmán       | 26 de octubre | 16:15 |  |
| San Lorenzo          | 0-2 | Caacupé FBC         | Ciudad Universitaria | 26 de octubre | 16:15 |  |
| Resistencia          | 0-0 | Paranaense FC       | Tomás Began Correa   | 26 de octubre | 16:15 |  |
| General Caballero ZC | 2-1 | Tacuary             | Hugo Bogado Vaceque  | 26 de octubre | 16:15 |  |

## Puntaje Promedio
El promedio de puntos de un equipo es el cociente que se obtiene de la división de su puntaje acumulado en las últimas tres temporadas de la división, por la cantidad de partidos que haya jugado durante dicho período. Este determina, al final de la temporada, el descenso de los equipos que acaben en los tres últimos lugares de la tabla. Clubes de Asunción o alrededores descienden a la Primera División B. Equipos del resto del país descienden a la Primera División Nacional B.
Actualizado al 26 de octubre de 2013.
| Pos | Equipo              | Prom   | PT  | PJ | 2011 | 2012 | 2013 |
| --- | ------------------- | ------ | --- | -- | ---- | ---- | ---- |
| 1º  | 12 de Octubre       | 1,700  | 51  | 30 | -    | -    | 50   |
| 2º  | Tacuary             | 1,600  | 48  | 30 | -    | -    | 48   |
| 3º  | 3 de Febrero        | 1,567  | 94  | 60 | -    | 42   | 52   |
| 4º  | Independiente       | 1,567  | 47  | 30 | -    | -    | 47   |
| 5º  | Deportivo Santaní   | 1,535  | 132 | 86 | 44   | 54   | 34   |
| 6º  | Sportivo Trinidense | 1,442  | 124 | 86 | 29   | 46   | 49   |
| 7º  | Sport Colombia      | 1,372  | 118 | 86 | 28   | 43   | 47   |
| 8º  | General Caballero   | 1,350  | 81  | 60 | -    | 42   | 39   |
| 9º  | River Plate         | 1,291  | 111 | 86 | 37   | 41   | 33   |
| 10º | San Lorenzo         | 1,279  | 110 | 86 | 32   | 48   | 30   |
| 11º | Caacupé FBC         | 1,267  | 38  | 30 | -    | -    | 38   |
| 12º | Resistencia         | 1,250  | 75  | 60 | -    | 40   | 35   |
| 13º | Paranaense          | 1,2333 | 74  | 60 | -    | 34   | 40   |
| 14º | Fernando de la Mora | 1,2332 | 106 | 86 | 34   | 36   | 36   |
| 15º | 2 de Mayo           | 1,133  | 68  | 60 | -    | 42   | 25   |
| 16º | Martín Ledesma      | 1,000  | 30  | 30 | -    | -    | 30   |

 Pos=Posición; Prom=Promedio; PT=Puntaje total; PJ=Partidos jugados
|  | Descendidos |

## Máximos goleadores
| Jugador             | Jugador           | Goles | Equipo              |
| ------------------- | ----------------- | ----- | ------------------- |
| Bandera de Paraguay | Jorge Guerrero    | 10    | Fernando de la Mora |
| Bandera de Paraguay | Benjamín Cáceres  | 9     | 3 de Febrero        |
| Bandera de Paraguay | Juan Acuña        | 6     | Martín Ledesma      |
| Bandera de Paraguay | Pablo Palacios    | 6     | Sport Colombia      |
| Bandera de Paraguay | Adrián Agüero     | 4     | Trinidense          |
| Bandera de Paraguay | Roberto Sánchez   | 4     | Independiente CG    |
| Bandera de Paraguay | Leonardo Villagra | 4     | 12 de Octubre       |

## Campeón
|                            |
| 3 de Febrero CDE 2º título |